# Mao Song
Mao Song ou Mao Sung (毛松) est un peintre chinois du XIIe siècle, originaire de la province du Jiangsu. Ses dates de naissance et de décès ne sont pas connues mais on sait qu'il est actif sous le règne de l'empereur Song Huizong (1101-1126).

## Biographie
Peintre de fleurs et d'oiseaux, Mao Song est bien connu pour ses portraits de singes. Le Musée National de Tokyo conserve Singe, rouleau en hauteur, en couleurs sur soie. Il est le père de Mao Yi.